# Sebastián Fleitas
Sebastián Fleitas Miranda (Asunción, Paraguay, 25 de febrero de 1947-Madrid, España, 14 de abril de 2000), fue un futbolista paraguayo que jugaba como delantero. Debutó en 1964 y su primer equipo fue el Club Libertad.

## Biografía
Se inició en este deporte gracias a su gran amigo Efrén Guillén Mitre, practicando juntos en la casa de este, siendo al final Sebastián quien siguió con su carrera futbolística. Comenzó en las divisiones inferiores del Club Libertad debutando en primera división a los 17 años. En 1965 con 18 años, consiguió ser el máximo goleador del campeonato paraguayo con lo que se le abrieron las puertas de Europa y al ser hijo de padres granadinos pudo jugar en la liga española como oriundo.
Tras un intento de fichaje por el Elche CF, en 1966 fichó por el CD Málaga. En su primera temporada en España fue el tercer máximo goleador de primera división lo que precipitó su fichaje por el Real Madrid. Aunque nunca llegaría a hacerse con la titularidad en el equipo blanco durante varias temporadas sería uno de los suplentes más utilizados. En su primera temporada hizo doce goles en liga y marcó un gol casi del medio el campo en la final de Copa que ganó el Real Madrid. En la final de la Recopa de Europa de 1971 que perdería el Real Madrid frente al Chelsea FC por un gol a dos, en el partido de desempate, fue el autor del gol del equipo blanco.
Su última temporada en el equipo blanco fue deslucida y jugó pocos partidos sin marcar ningún gol, por lo que, aunque tenía ofertas, decidió emigrar al fútbol francés y jugó en el Nîmes Olympique durante dos temporadas. Regresaría a España para militar en las filas del Sevilla FC donde no acabaría la temporada por problemas con el entrenador, por lo que decidió jugar en el Club Atlético Marbella sin ficha concluyendo su carrera futbolística a los 28 años.
Estuvo casado con una hija del actor español Fernando Rey.
Después de dejar el fútbol continuó ligado a este deporte como ojeador del Real Madrid, falleciendo prematuramente en abril del año 2000 en Madrid, a los 53 años de edad.

## Clubes
| Periodo     | Club              | País     |
| ----------- | ----------------- | -------- |
| 1964 - 1968 | Club Libertad     | Paraguay |
| 1968-1969   | C.D. Málaga       | España   |
| 1969 - 1972 | Real Madrid       | España   |
| 1972 - 1974 | Nimes             | Francia  |
| 1974        | Sevilla F. C.     | España   |
| 1974 - 1976 | Atlético Marbella | España   |

## Palmarés
| Título                     | Año  | Club        |
| -------------------------- | ---- | ----------- |
| Copa del Rey               | 1970 | Real Madrid |
| Primera División de España | 1972 | Real Madrid |